# Bernui
Bernui, antigament Bernui del Vescomtat, és un poble del terme municipal de Sort, a la comarca del Pallars Sobirà. Fins al 1976 formà part del terme d'Altron.
No s'ha de confondre amb el poble de Beranui, també anomenat Bernui, del municipi de la Torre de Cabdella
Bernui és a la Vall d'Àssua, a ponent d'Altron, a llevant de Saurí i al sud-est de Llessui i de la Torre. És a l'esquerra del Barranc de Pamano, a l'extrem sud-oest dels Plans de Bernui.
Està comunicat per la carretera LV-5223, de Sort a Llessui. En el punt quilomètric 9,5 se'n separa la LV-5225, que acaba de menar a Bernui i a Saurí.
El poble està format per set cases i l'església de Santa Maria.

## Etimologia
Com Beranui, el topònim Bernui és un topònim híbrid, segons Joan Coromines: un cognom llatí Veranus (primaveral), amb un sufix -ui preromà, exactament ligur, o bé -oi, basc. Tots dos sufixos apareixen afegits a noms propis per tal d'indicar noms de lloc.
D'altra banda, podria ser completament basc, procedent del mot bera (tou) i el sufix suara esmentat. Com fa altres vegades l'eminent filòleg, no es decanta decididament per cap de les dues hipòtesis.

## Geografia

### El poble de Bernui
Bernui no és un poble compacte. Les seves cases, set i la rectoria, estan esteses a l'extrem d'un planet, sota del qual hi ha un coster bastant acusat. L'església de Santa Maria és a l'extrem nord de la part central del poble.
Cases del poble
| - Casa Abadieta - Casa Alegre | - Casa Botiguet - Casa Bringuer | - Casa Ferrer - Casa Joana | - Casa Pitger - La Rectoria |

## Altres llocs d'interès
Les Auredes
Els Plans de Bernui
La Colomina
Els Prats Nous
Les Bordes d'Alegre i del Pessó
Font Cardeta

## Història

### Edat mitjana
Bernui estigué integrat, al segle xii dins de la Baronia de Bellera, però més tard, i per la resta de l'edat mitjana, apareix en el Vescomtat de Castellbò, integrant-se en el Quarter de Rialb i la Vall d'Àssua.

### Edat moderna
El 1518 Bernui retorna a la corona, la qual, anys després, cedeix la senyoria al baró de Claret, sempre dins del marc del Vescomtat de Castellbò, on es mantingué fins a l'extinció dels senyorius, ja al segle xix.
En el fogatge del 1553, Bonuy declara 2 focs laics (uns 10 habitants).

### Edat contemporània
Pascual Madoz dedica un article molt breu del seu Diccionario geográfico... a Bernui (Bernuy). Diu que és una localitat amb ajuntament situada en un turonet al peu de la muntanya de Llessui, combatuda per tots els vents. El clima hi era fred, tot i que generalment sa. Tenia 10 cases, una font de poc cabal i l'església de Sant Joan Baptista, amb rector designat en concurs públic per la diòcesi. El territori era fluix, montuós, pedregós i de mala qualitat. S'hi produïa sègol, ordi, fenc, patates i mongetes, s'hi criaven vaques i ovelles i hi havia caça de conills, perdius i llebres. Posseïa 6 veïns (caps de casa) i 32 ànimes (habitants).